# Cordylochernes scorpioides
Cordylochernes scorpioides är en spindeldjursart som först beskrevs av Carl von Linné 1758.  Cordylochernes scorpioides ingår i släktet Cordylochernes och familjen blindklokrypare. Inga underarter finns listade i Catalogue of Life.